# Aššur-rim-nišešu
Aššur-rîm-nišešu, Sohn des Aššur-nārāri II. war ein mittelassyrischer König, der nach der assyrischen Königsliste acht Jahre regierte.
| Autor              | Regierungszeit    | Anmerkungen            |
| ------------------ | ----------------- | ---------------------- |
| Grayson 1969       | 1410–1403 v. Chr. | mittlere Chronologie   |
| Gasche et al. 1998 | 1401–1394 v. Chr. | Ultrakurze Chronologie |
| Freydank 1991      | 1398–1391 v. Chr. |                        |

Sein Name wird auch in der synchronistischen Königsliste aufgeführt. Aššur-rîm-nišešu führte den Titel Vizekönig des Assur (išši'ak Aššur). Er erneuerte die Stadtmauer von Assur und brachte die Gründungszylinder von Kikkia, Ikunum, Sargon I., Puzur-Aššur II. und Aššur-nirari I. wieder an ihren angestammten Ort. Einer der unter ihm als Eponym tätigen Beamten war sein Bruder Ber-nadin-ahhe.